# ポール・ランソン
ポール・ランソン（Paul Ranson, Paul-Elie Ranson, 1861年3月29日 - 1909年2月20日）はフランスの画家。1888年にポール・セリュジエに出会い、1890年にナビ派の一員となる。

## 略歴
リモージュで生まれた。父親は地方政治家である。母親を幼くして失い、母方の祖父母に育てられた。リモージュの専門学校（Ecoles des Arts Décoratifs）で学び、才能を認められ、パリで学ぶことを勧められた。

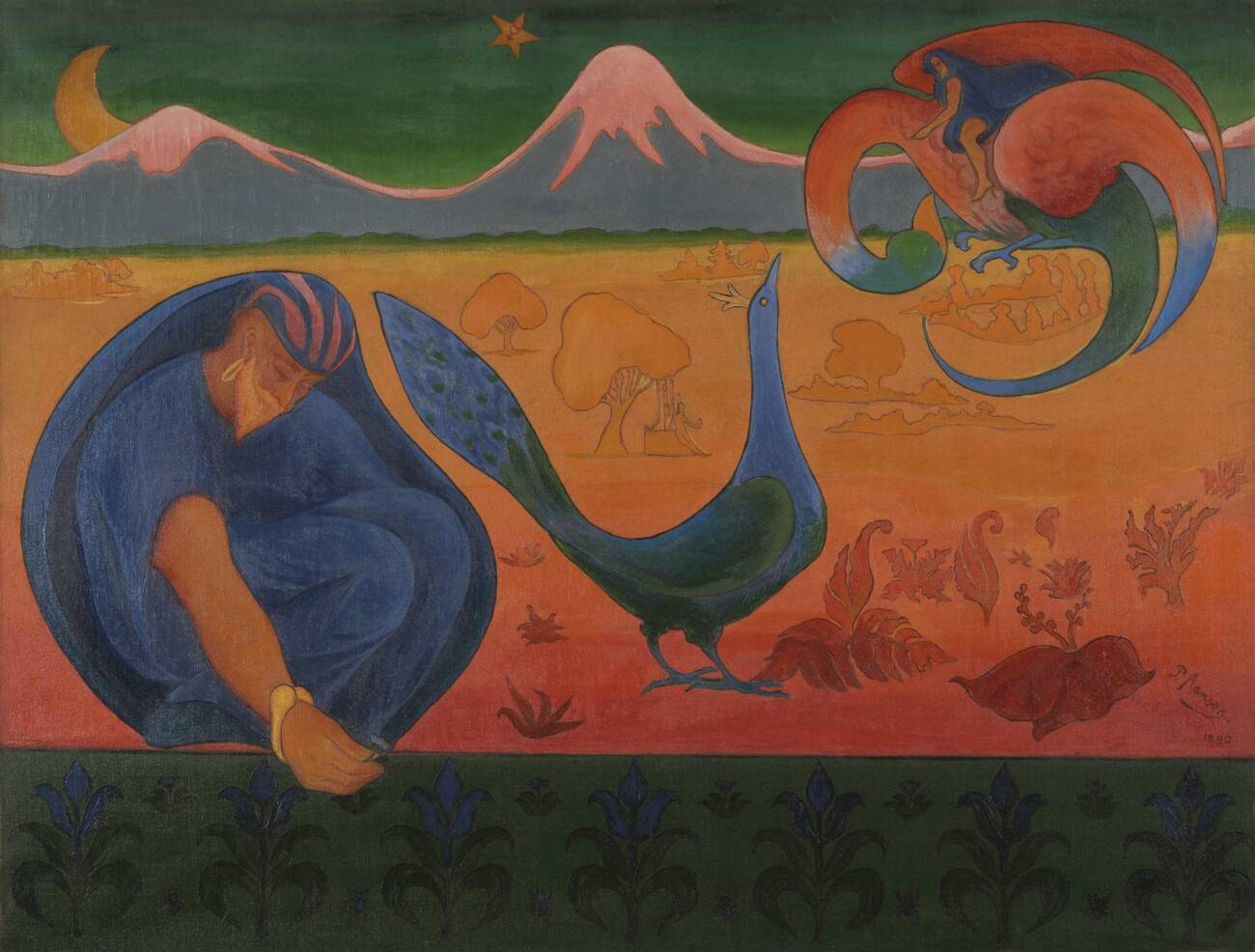
ランソン(作)"Nabis Landscape" (1890)

1888年にパリに出て有名な私立の美術学校、アカデミー・ジュリアンでトニ・ロベール＝フルーリーに学んだ。モンパルナスにスタジオを持ち、パリの画家たち、ボナール、ドニ、ルーセル、マイヨール、ヴァロットン、ヴュイヤールらと付き合うようになり、ポール・セリュジエと親しい友人となり、「ナビ派」と呼ばれるグループの一員となった。1890年から毎週土曜日に自分たちのアパルトマンで例会を開き、集まってくる仲間の様子から冗談めかしてそこを「Le Temple」と呼んでいる。
1908年にセリュジエ、妻のマリー・フランス・ランソン（Marie-France Ranson）とランソン美術学校（Académie Ranson）を創立した。友人の画家たちが教師を務め、多くの画家を育てた。

## 主な作品

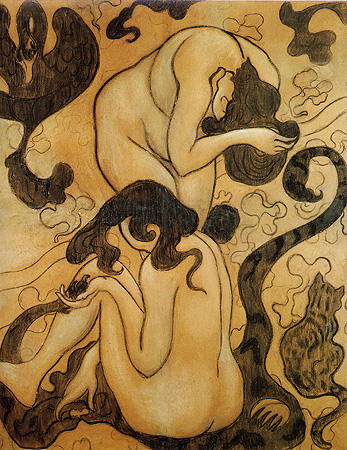
"Two nudes"、素描 (1890年)
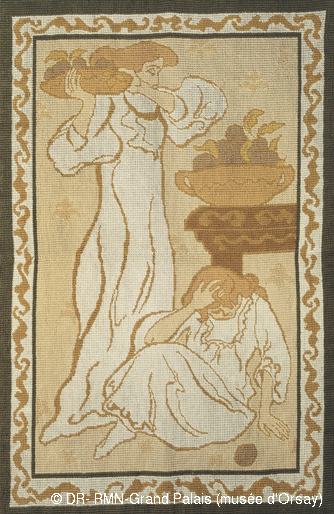
"Women in White"、刺繍 (1895年頃)
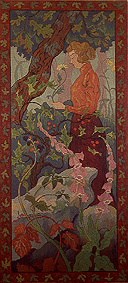
"Young woman behind thimbles"、油彩 (1899年)
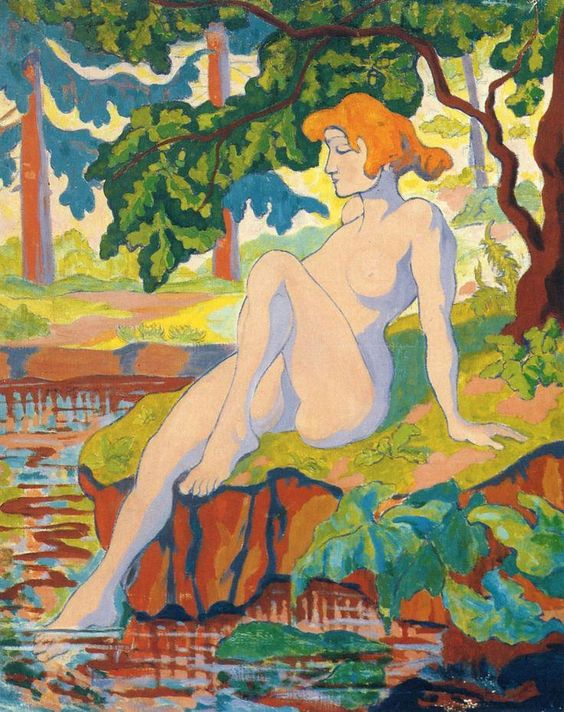
『水浴びする女性』、油彩 (不明)

## ランソン美術学校の生徒
- ジーノ・セヴェリーニ（1883年 - 1966年）
- ソフィヤ・ナレピンスカ＝ボイチュク （1884年 - 1937年）
- ロジェ・ド・ラ・フレネー （1885年 - 1925年）
- Ivo Hauptmann（ドイツ語）（1886年 - 1973年）
- 梅原龍三郎（1888年 - 1986年）
- 矢部友衛（1892年 - 1981年）
- Otto Niemeyer - Holstein（ドイツ語）（1896年 - 1984年）
- タマラ・ド・レンピッカ（1898年 - 1980年）
- 島村三七雄（1904年 - 1978年）
- Paul Eliasberg（ドイツ語）（1907年 - 1983年）
- マリア・エレナ・ヴィエイラ・ダ・シルヴァ（1908年 - 1992年）
- Jean Le Moal（英語）（1909年 - 2007年）
- 土橋醇一（1910年 - 1978年）
- ディエゴ・ジャコメッティ（英語版）（在学 1924年 - ）[4]
- Alfred Gold（ドイツ語）